# NGC 4618
NGC 4618 é uma galáxia espiral barrada (SBm) localizada na direcção da constelação de Canes Venatici. Possui uma declinação de +41° 09' 04" e uma ascensão recta de 12 horas, 41 minutos e 33,0 segundos.
A galáxia NGC 4618 foi descoberta em 9 de Abril de 1787 por William Herschel.